# Taki ad-Din as-Sulh
Taki ad-Din as-Sulh lub Takieddine as-Solh (arab. تقي الدين الصلح, ur. 1908 w Sydonie, zm. 27 listopada 1988 w Paryżu we Francji) – libański polityk, dwukrotny premier Libanu (1973–1974, 1980).
As-Sulh pełnił również funkcję ministra finansów.